# Sabotaža
Sabotaža je pojam koji se odnosi na namjerno ometanje gospodarstvenog ili vojnog djelovanja kako bi se postigli određeni (najčešće politički) ciljevi. 
Pojam sabotaža se koristi za opis nasilnih oštećenja i uništavanja opreme, strojeva, infrastrukture i sličnog u svrhu postizanja (vandalizma). 
Sabotaža može biti i djelo protiv proizvodnog procesa, dokumentacije i drugih procesa. Počinitelji sabotaže se nazivaju „saboteri“. 
Riječ „sabotaža“ je vjerojatno nastala kada su francuski radnici tijekom industrijske revolucije ubacivali svoje drvene klompe (u francuskim jeziku „sabot“) u strojeve za košenje i vršenje sa svrhom da se suprotstave širenju moderne mehanizacije ili da dobiju na vremenu za odmor dok je stroj bio popravjlan. Iz tog razloga, „sabot“ je bio korišten kao simbol anarhističkih radnika.
Svjesno je i namjerno onemogućavanje neke redovne djelatnosti, rada ili ratnih priprema i djelovanja. Očituje se u destrukciji pretpostavki neke djelatnosti, npr. rušenje ili namjerno kvarenje strojeva i postrojenja, sredstava komunikacija (ceste, pruge i mostovi), kao i izbjegavanje obavljanja nekih obveza i dužnosti (npr. radna obveza) ili odugovlačenja poslova. U sabotažu spada i pasivni otpor i namjerno loše ili nemarno obavljanje radnog procesa. Za razliku od diverzije, sabotaža je obično potajna, zamaskirana djelatnost.